# ناسعات متباينة الأشكال
الناسعات متباينة الأشكال أو الحشرة العصوية ذات الشريطين (الحشرة العصوية الجنوبية المقلمة بخطين أو ممتطي الشيطان أو فرس المسك) هي عبارة عن حشرة عصوية (من رتبة الحشرات العصوية: المعروفة أيضًا باسم «الفازميدات» أو «العصويات المتحركة») وتتواجد في جميع أنحاء منطقة جنوب شرق الولايات المتحدة.

## الأساليب الدفاعية
إن هذه الفصيلة وغيرها من الفصائل من نفس الجنس (أنيسومورفا فيروجينيا التي تتواجد بشكل أكبر في المناطق الغربية والشمالية التي قد تتواجد بها أيضًا فصيلة الناسعات) تشتهر برذاذها الدفاعي الكيميائي الفعال للغاية؛ حيث يخرج هذا الرذاذ من زوج من الغدد تفتح في الجزء الأمامي من قفصها الصدري. وربما تميزت هذه الحشرة باسم «ممتطي الشيطان» نظرًا لنظامها الدفاعي هذا، فضلًا عن حقيقة أنها تنتشر بشكل متكرر في أواخر الصيف والخريف؛ ذلك الوقت التي تصل فيه مرحلة البلوغ النشط وفي هذا الوقت تتواجد معظمها في أزواج متزاوجة، ويركب الذكر ذو الحجم الأصغر على ظهر الأنثى ذات الحجم الأكبر. وكان أول من درس النظام الدفاعي الكيميائي الذي تتميز به هذه الفصائل توماس إيسنر وجيرولد مينوولد (وهما عالمان من جامعة كورنيل أسهما باكتشافاتهما في مجال علم البيئة الكيميائية). فقد اكتشفا أن رذاذ الدفاع الكيميائي الموجود بهذه الأصناف يشتمل على مركب أحادي التربين ثنائي الألدهيد حلقي البينتانيل) بشكل كبير والذي أطلقوا عليه اسم «أنيسمورفال».

## تحولات الألوان
تأتي هذه الحشرة في ثلاثة أشكال ملونة: محددة حسب المنطقة وهي «الشكل البني» حيث يغلب على جسم الحشرة اللون البني الغامق مع وجود خطين باللون البني الفاتح، و«الشكل الأبيض» حيث يظهر لون الحشرة بلون أسود كالفحم مع وجود خطين باللون الأبيض الفاتح و«الشكل البرتقالي». ومن المعروف تواجد الشكلين الأبيض والبرتقالي فقط في مناطق محددة وصغيرة نسبيًا من ولاية فلوريدا. ويتميز كل شكل من الأشكال الملونة الثلاثة عن باقي الأشكال بسلوكيات تجميع فريدة، ودورات نشاط يومية، كما أن عملية وضع البيض تتم بأساليب تتوافق مع الظروف البيئية التي يوجد بها هذا الشكل. علاوةً على ذلك، تتميز تلك الفصائل بإنتاج خليط من مواد الدفاع الكيميائية الفريدة من نوعها (على الأقل بالنسبة للبالغين) - حيث ينتج الشكل الأبيض والبرتقالي «أنيسمورفال» بشكل أساسي، كما يقوم الشكل البني بإنتاج إما أنيسمورفال أو بيروفازمال (وهو عبارة عن متماكب فراغي من أنيسمورفال)، بناءً على الأنواع المأخوذ منها العينات. وقد أظهرت الحوريات المتولدة من الشكل البني إنتاجها لخليط من المادتين الكيميائيتين أنيسومورفال وديلوكوديال (عبارة عن متراكب فراغي آخر من أنيسمومرفال) بشكل ملحوظ إلى جانب بقاء مادة بيروفازمال في جسدها إلى أن يتم التزاوج بين تلك الحوريات جنسيًا. علاوةً على ذلك، قد ثبت احتواء مادة الدفاع الكيميائية الموجودة بهذه الأصناف إلى جانب تلك المواد الموجودة في طائفة الحشرات العصوية على مادة الجلوكوز، والتي قد تكون متواجدة في المراحل الأخيرة من السبيل التخليقي الحيوي الخاص بها وهي ذات السبل التي تتميز بها بعض من خنافس الأوراق (عائلة النضاريات). ولقد ظهر شكل اللون الأبيض على غلاف إصدار مارس من مجلة حوليات جمعية الحشرات الأمريكية (Annals of the Entomological Society of America), 2009. كذلك، ظهر الشكل البرتقالي على غلاف إصدارات مجلة المنتجات الطبيعية (Journal of Natural Products) من إصدار يوليو وحتى إصدار ديسمبر، 2011.